# Air Fiji
Air Fiji era una compagnia aerea con sede a Nausori, Figi. Gestiva servizi tra le isole delle Fiji. La sua base principale operativa era ubicata all'aeroporto di Suva, con una seconda base presso l'aeroporto internazionale di Nadi. Prima di avere sede a Nausori, Air Fiji aveva sede a Suva

## Storia
La compagnia aerea venne fondata nel 1967 e iniziò ad operare il 10 luglio 1967 come Air Pacific. Il 29 marzo 1971 la compagnia fu ribattezzata Fiji Air per cambiare nuovamente nome nel febbraio 1995 in Air Fiji . La proprietà era suddivisa tra Aviation Investments (55%), governo delle Fiji (11%) e altri azionisti (34%). Nel marzo del 2007 aveva 229 dipendenti. Nel 2008 Air Fiji sospese le operazioni per due settimane, per cessare definitivamente la sua attività nel 2009 a causa di problemi finanziari.

## La flotta
La flotta di Air Fiji comprendeva i seguenti aeromobili (a dicembre 2008):
| Aereo                         | In flotta |
| ----------------------------- | --------- |
| Britten-Norman BN-2A Islander | 1         |
| Embraer EMB 110P2 Bandeirante | 2         |
| Harbin Y-12                   | 2         |
| Totale                        | 5         |

## Incidenti
- Il 24 luglio 1999, il volo Air Fiji 121, un Embraer EMB 110 Bandeirante, si schiantò contro una montagna vicino a Delailasakau, uccidendo tutti i 15 passeggeri e i 2 membri dell'equipaggio a bordo[4].